# ATP Challenger Shenzhen-3
Das ATP Challenger Shenzhen-3 (offizieller Name: Shenzhen Luohu Challenger) war ein 2023 und 2024 stattfindendes Tennisturnier in Shenzhen, China. Es war Teil der ATP Challenger Tour und wurde im Freien auf Hartplatz ausgetragen.

## Liste der Sieger

### Einzel
| Jahr | Sieger          | Finalgegner     | Ergebnis |
| ---- | --------------- | --------------- | -------- |
| 2024 | Lloyd Harris    | James Duckworth | 6:3, 6:3 |
| 2023 | James Duckworth | Coleman Wong    | 6:0, 6:1 |

### Doppel
| Jahr | Sieger                     | Finalgegner                       | Ergebnis   |
| ---- | -------------------------- | --------------------------------- | ---------- |
| 2024 | Yūta Shimizu James Trotter | Wang Aoran Zhou Yi                | 7:65, 7:64 |
| 2023 | Gao Xin Wang Aoran         | Mikalaj Haljak Markos Kalovelonis | 6:4, 6:2   |